# Беатріс Фаумуїна
Беатріс Роїні Ліуа Фаумуїна (англ. Beatrice Roini Liua Faumuina; нар. 23 жовтня 1974) — новозеландська легкоатлетка, яка спеціалізувалася на метанні диску.

## Спортивні досягнення
Дворазова фіналістка олімпійських змагань з метання диска — 6-е місце у 2004 та 12-е місце у 2000. Ще на двох Іграх (1996, 2008) не змогла подолати кваліфікаційний раунд.
Чемпіонка світу з метання диска (1997). Фіналістка змагань з метання диска на трьох інших чемпіонатах світу — 4-е місце у 2005, 5-е місце у 1999 та 13-е місце у 2003.
Переможниця Кубку світу з метання диска (2002).
Дворазова чемпіонка Ігор Співдружності з метання диска (1998, 2002). Срібна призерка Ігор Співдружності з метання диска (1994).
Чемпіонка Океанії з метання диска (2010).
17-разова чемпіонка Нової Зеландії з метання диска (1993, 1994, 1995, 1996, 1997, 1998, 1999, 2000, 2002, 2003, 2004, 2005 2006, 2007, 2008, 2009, 2010). 4-разова чемпіонка Нової Зеландії зі штовхання ядра (1994, 1997, 1998, 1999).
7-разова чемпіонка Австралії з метання диска (1997, 1998, 2002, 2003, 2004, 2005, 2006). 2-разова чемпіонка Австралії зі штовхання ядра (1997, 1998).

## Визнання
- Офіцер Ордену Заслуг Нової Зеландії (2005)